# Monte Justman
Il Monte Justman (in lingua inglese: Mount Justman), è una montagna antartica, alta 740 m, situata a metà strada tra il Monte Roth e l'Olliver Peak, sul bordo settentrionale delle Gabbro Hills, nei Monti della Regina Maud, lungo il margine della Barriera di Ross, in Antartide.
La denominazione è stata assegnata dall'Advisory Committee on Antarctic Names (US-ACAN) in onore del capitano di corvetta Leroy G. Justman, vice responsabile delle operazioni navali nello staff di comando dell'U.S. Naval Support Force in Antartide nel 1964.